# Пол Скоулз
Пол Ско́улз (англ. Paul Scholes; нар. 16 листопада 1974, Солфорд, Англія) — англійський футболіст. Усю кар'єру провів у клубі «Манчестер Юнайтед», виступав на позиції півзахисника. По завершенні ігрової кар'єри — тренер.
Скоулз представляв збірну Англії з футболу з 1997 по 2004. Брав участь у Євро 2000 і Євро 2004, а також у ЧС 1998 і ЧС 2002. Зіграв понад 100 матчів за збірну.
Скоулз з'явився у стартовому складі «Юнайтед» 676 разів, що робить його 4-им у рейтингу гравців, які найбільше всіх грали за клуб. Після Райана Гіґґза (862), Боббі Чарльтона (759) і Білла Фоулкса (688).

## Ранні роки
Скоулз народився у Столфорді, графстві Великий Манчестер. Батьки Стюард і Марина Скоулз. Сім'я переїхала в Ленглі в області Мідлтон, теж у Великому Манчестері, коли йому було 18 місяців. Там вчився у навчальній школі, захоплювався футболом. Дитиною грав за клуб «Ленглі Фурровз». Скоулз також досяг успіху у крикеті. У віці 14 років почав тренуватися з «Манчестер Юнайтед».

## Клубна кар'єра
Скоулз не був членом молодіжної команди «Юнайтед», яка виграла молодіжний Кубок Ліги 1992. Та команда включала у себе майбутніх зірок футболу — Девіда Бекхема, Нікі Батта, Гарі Невілла і Раяна Гіггза. Але він був частиною команди, яка вийшла до фіналу цього турніру наступного року, поряд з Філом Невіллом. Скоулз став професіоналом 23 липня 1993 і йому був виданий номер 24. Але він не прорвався до першої команди у сезоні 1994—1995. Хоча зіграв за резерв 17 матчів і забив 5 м'ячів.
Його дебют відбувся 21 вересня 1994, де він забив зразу два м'ячі у матчі проти «Порт Вейл» у Кубку Футбольної Ліги Англії. Його дебют у Прем'єр Лізі відбувся через три дні. Він вийшов у матчі проти «Іпсвіч Таун», який закінчився з рахунком 3-2 і Скоулз забив один гол. Ще 2 голи він записав на свій рахунок 10 грудня у матчі проти «Квінз Парк Рейнджерс». Він забив ще раз у переможному матчі проти «Коверті Сіті» 1 травня.
У 1995-96 після того, як Марк Г'юз перейшов до «Челсі», Скоулз отримав більше можливостей з'являтись у стартовому складі. Скоулз (змінивши номер на 22) забив 14 голів в усіх турнірах, коли «Юнайтед» став першою англійською командою, яка виграла Прем'єр Лігу двічі. Він взяв ще одну медаль чемпіонату 1996—1997 (змінивши ще раз номер своєї футболки на 18), але забив тільки 3 голи у 16 матчах.
Скоулз грав на позиції півзахисника і атакуючого півзахисника у сезоні 1997-98, замість Роя Кіна, який травмував коліно. Тоді «МЮ» залишився без титулу чемпіона. Тільки в другий раз з початку 90-х років.
У сезоні 1998—1998 Скоулз грав ключову роль в команді, яка виграла Прем'єр Лігу, Кубок Англії і Лігу Чемпіонів УЄФА. Він забив один з двох голів проти «Ньюкасла» у фіналі Кубка Англії. І також проти «Інтера» у чвертьфінальному матчі Ліги Чемпіонів. Він вийшов на заміну у півфінальному матчі проти туринського «Ювентуса». Сер Алекс Фергюсон замінив ним Нікі Бута. У цьому матчі він отримав жовту картку, яка стала другою за 2 матчі, і тому він пропустив фінальний матч з «Баварією (Мюнхен)» через дискваліфікацію.
У 2001-02 «Манчестер Юнайтед» завершив підписання півзахисника Аргентини Хуана Себастьяна Верона. Для того, щоб використовувати Скоулза і Верона, Сер Алекс Фергюсон перейшов на схему складу 4-4-1-1. Скоулз грав роль під нападаючим Рудом ван Ністельроєм, тоді як Рой Кін і Верон у центрі півзахисту. На Євро арені Скоулз змінювався позицією з Кіном і разом з Вероном грав у центрі. Не зважаючи на часту зміну позиції Рудий Принц вдало пристосовувався до такої системи.
Скоулз домігся свого найбільшого показника по забитим голам у 2002-03. Тоді від його ноги у ворота суперника залетіло 20 голів. У наступному році 14. Він допоміг команді потрапити до фіналу Кубка Англії у 2005, але вони втратили перемогу, коли воротар «Арсеналу» Єнс Леманн відбив останній пенальті.
У другій половині сезону 2005-06 був виключений зі складу команди через проблеми з зором. Причиною затуманення очей не було визначено, тому викликало побоювання, що він закінчить кар'єру. Але він подолав проблему по закінченню сезону і з'явився у останньому матчі проти «Чарльтон Атлетик». Як повідомлялось «зір Скоулза не повністю налагодився».

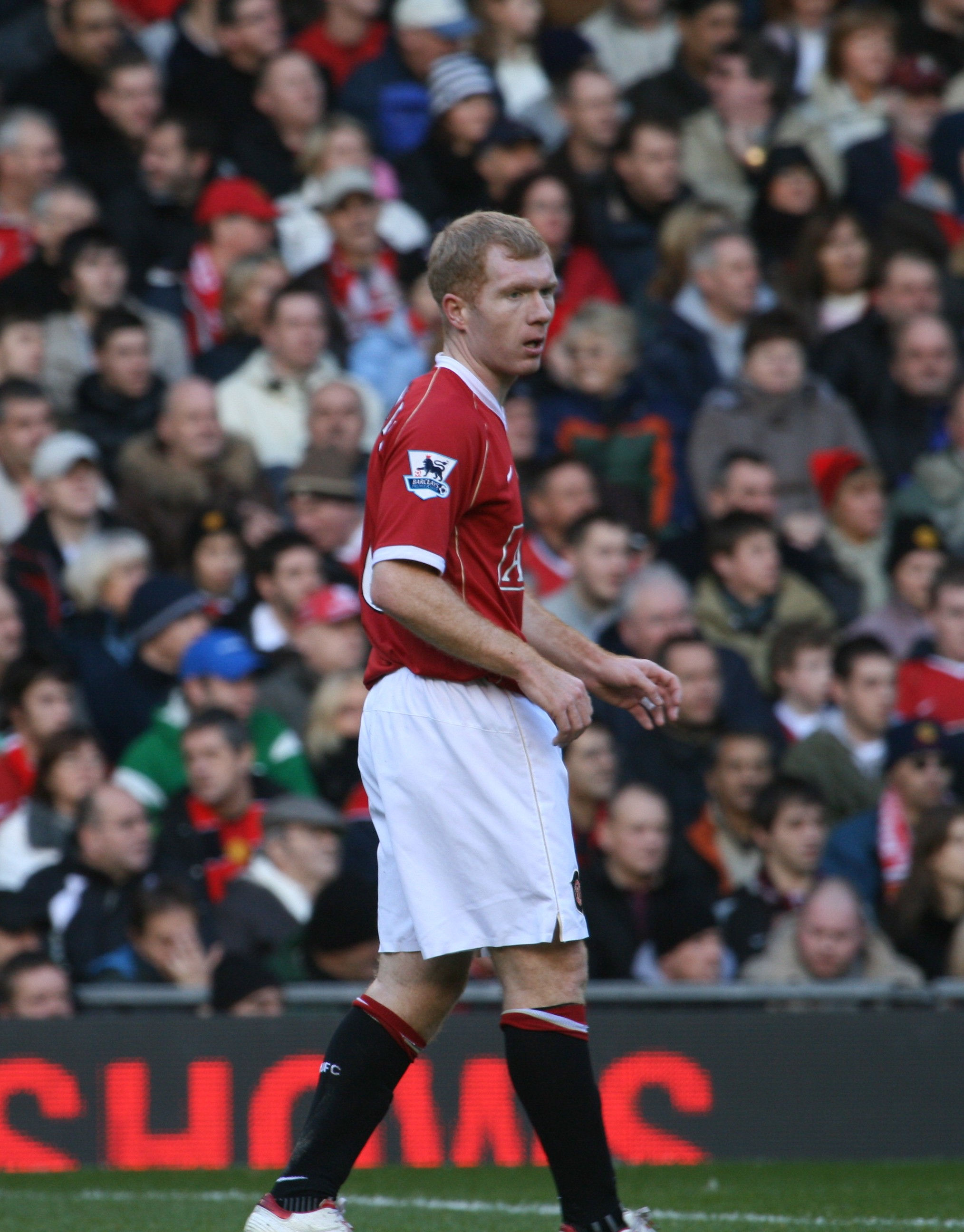
Пол Скоулз

22 жовтня 2006 року у матчі проти Ліверпуля, який закінчився 2-0 і в якому він забив 1 гол — Пол Скоулз приєднався до гравців Юнайтед, які зіграли більше 500 матчів. Він став вже дев'ятим таким гравцем.
Скоулз був видалений у матчі з «Ліверпулем» 3 березня 2007 за відмашку рукою. Це було перше видалення з 5 квітня 2005 року. Місяць після цього він був відправлений у роздягальню чвертьфінального матчу ЛЧ з «Ромою».
23 серпня 2007 обирався до Зали Слави англійського футболу, але у кінцевому рахунку глядачі проголосували за Денніса Бергкампа.

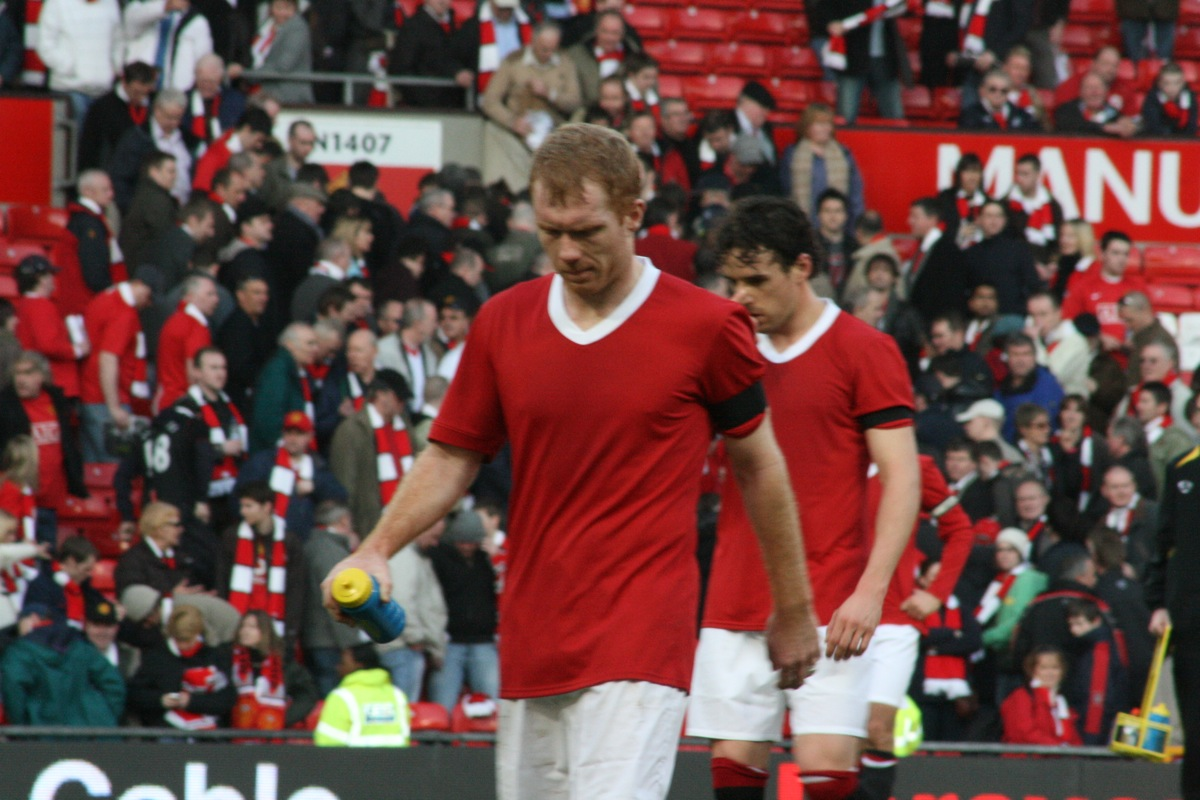
Скоулз і Оуен Харгрівз.

Скоулз пошкодив зв'язки коліна під час тренування напередодні матчу ЛЧ з київським «Динамо» 23 жовтня 2007 і вибув з ладу до кінця січня 2008. Він повернувся, вийшовши на заміну у переможному матчі проти «Тоттенхем Хотспур». Четвертий раунд Кубка Англія завершився з рахунком 3-1.
23 квітня 2008 Скоулз зіграв свій 100-й матч ЛЧ — проти «Барселони». Цей матч закінчився з рахунком 0-0, але у 101 матчі-відповіді Скоулз забив переможний м'яч з дальньої дистанції і вивів «Юнайтед» до фіналу турніру. У фіналі проти «Челсі» він отримав травму і жовту картку після зіткнення з Клодом Макелеле. Був замінений на Раяна Ґіґґза і не брав участі у серії пенальті, яка завершилась з рахунком 6-5. Перемогу приніс Едвін ван дер Сар відбивши останній пенальті. Ця перемога принесла МЮ третій в історії кубок ЛЧ.
Скоулз все-таки був обраний до Зали Слави англійського футболу у 2008 році. У грудні 2008 Скоулз оприлюднив інформацію про те, що завершить свою кар'єру протягом двох років."
24 січня 2009 Пол забив свій перший гол у сезоні проти «Тоттенхема» у Кубку Англії з-за меж штрафного майданчика. А 18 лютого забив перший гол у новому сезоні чемпіонату. Воротар «Фулхема» Марк Шварцер не зміг відбити його дальній постріл. 22 квітня він зіграв шестисотий матч за клуб, зігравши проти Портсмута. Матч завершився перемогою «червоних дияволів» з рахунком 2-0.
27 січня 2010 Скоулз забив свій перший гол за 7 років у Кубку Ліги у матчі проти «Манчестер Сіті». 16 лютого 2010 Скоулз забив свій третій гол у сезоні Ліги Чемпіонів у матчі з «Міланом»; це був перший виїзний гол Юнайтед проти них. Цей матч приніс першу перемогу МЮ над Міланом на виїзді, а також зробив Скоулза першим гравцем, який забив «Інтеру» і «Мілану» на стадіоні «Сан-Сіро». 6 березня 2010 Скоулз став 19 гравцем чемпіонату Англії, який забив 100 голів, а також третім після Раяна Ґіґґза і Вейна Руні у складі «Юнайтед».100 гол він забив у матчі з «вовками» — це був єдиний гол, який приніс перемогу. 16 квітня 2010 Скоулз підписав новий контракт на рік і це означає, що він буде у клубі до кінця сезону 2010—2011. 17 квітня 2010 Скоулз забив гол на останній хвилині проти «МС» і це був чудовий спосіб відзначити підписання нового контракту. Цей гол також був другим у двох останніх матчах-дербі проти своїх міських суперників.
У червні 2010 Скоулз оголосив про свій намір завершити виступи наприкінці сезону 2010-11. Однак, через місяць, сказав, що поновить контракт, якщо він буде показувати гарний футбол і робити вдало те, що вимагає від нього тренер.
Скоулз почав сезон 2010—2011 на високому рівні. Отримав звання Героя Матчу Суперкубка Англії проти «Челсі» 8 серпня. А через 8 днів у першому матчі сезону Прем'єр Ліги проти «Ньюкасла» асистував 2 голи. Матч завершився домашньою перемогою 3-0. Перший м'яч у сітку він відправив у матчі про «Фулхема» 22 серпня і це був його 150 гол за «Юнайтед». За яскравий початок сезону Скоулз був удостоєний винагороди Гравця Серпня.
У 2011 завершив професіональну кар'єру. Але, на прохання сера Алекса Фергюсона, легендарний півзахисник «Манчестер Юнайтед» повернувся до складу Червоних Дияволів, де знову дебютував на 59 хвилині у матчі проти «Манчестер Сіті» у Кубку Англії.

## Кар'єра у збірній
Скоулз дебютував за збірну Англії у товариському матчі 1997 року проти збірної ПАР, який закінчився з рахунком 2-1 на «Олд Траффорді». І він був включений до складу на Чемпіонат світу 1998. Англія була у групі з Колумбією, Тунісом і Румунією. У першій грі проти Тунісу він забив гол дальнім пострілом у верхній кут.
27 березня 1999 зробив хет-трик у матчі з Польщею. У кваліфікації до Євро-2000 забив обидва голи проти збірної Шотландії, який закінчився 2-1. Це дало Англії участь у турнірі в Бельгії і Нідерландах.
Скоулз став видним гравцем півзахисту, тому першим потрапив до складу на ЧС 2002. Але після турніру Скоулз побачив спад у своїй грі, тому що тренер Свен-Йоран Ерікссон розміщав його на лівому фланзі півзахисту, щоб Стівен Джеррард і Френк Лемпард грали в парі у центрі. Скоулз оголосив про відхід зі збірної в серпні 2004, посилаючись на його сімейне життя і свою футбольну кар'єру за «Манчестер Юнайтед», як важливіші.
Після того, як Ерікссон відійшов від збірної у липні 2006 — пішла розмова про повернення, під новим керівником Стівом Маклареном. Але нічого не вийшло. У травні 2010 Маклерена замінив Фабіо Капелло, який просив Скоулза повернутися напередодні ЧС 2010. Але гравець відхилив пропозицію, кажучи, що він вважав за найкраще провести час зі своєю сім'єю.

### Матчі і голи за збірну
| Дата       | Місто              | Господарі      | Результат          | Гості              | Турнір                | Голи | Примітки |
| ---------- | ------------------ | -------------- | ------------------ | ------------------ | --------------------- | ---- | -------- |
| 24/05/1997 | Манчестер          | Англія         | 2 – 1              | ПАР                | товариський матч      | -    |          |
| 4/06/1997  | Нант               | Італія         | 0 – 2              | Англія             | товариський матч      | 1    |          |
| 10/06/1997 | Париж              | Бразилія       | 1 – 0              | Англія             | товариський матч      | -    |          |
| 10/09/1997 | Лондон             | Англія         | 4 – 0              | Молдова            | товариський матч      | 1    |          |
| 15/11/1997 | Лондон             | Англія         | 2 – 0              | Камерун            | товариський матч      | 1    |          |
| 22/04/1998 | Лондон             | Англія         | 3 – 0              | Португалія         | товариський матч      | -    |          |
| 23/05/1998 | Лондон             | Англія         | 0 – 0              | Саудівська Аравія  | товариський матч      | -    |          |
| 15/06/1998 | Марсель            | Англія         | 2 – 0              | Туніс              | ЧС 1998 - 1-й етап    | 1    |          |
| 22/06/1998 | Тулуза             | Румунія        | 2 – 1              | Англія             | ЧС 1998 - 1-й етап    | -    |          |
| 26/06/1998 | Ланс               | Колумбія       | 0 – 1              | Англія             | ЧС 1998 - 1-й етап    | -    |          |
| 30/06/1998 | Сент-Етьєн         | Аргентина      | 2 – 2 (4 - 3 п.п.) | Англія             | ЧС 1998 - 1/8 фіналу  | -    |          |
| 5/09/1998  | Стокгольм          | Швеція         | 2 – 1              | Англія             | Відбір до ЧЄ 2000     | -    |          |
| 10/10/1998 | Лондон             | Англія         | 0 – 0              | Болгарія           | Відбір до ЧЄ 2000     | -    |          |
| 14/10/1998 | Люксембург         | Люксембург     | 0 – 3              | Англія             | Відбір до ЧЄ 2000     | -    |          |
| 10/02/1999 | Лондон             | Англія         | 0 – 2              | Франція            | товариський матч      | -    |          |
| 27/03/1999 | Лондон             | Англія         | 3 – 1              | Польща             | Відбір до ЧЄ 2000     | 3    |          |
| 5/06/1999  | Лондон             | Англія         | 0 – 0              | Швеція             | Відбір до ЧЄ 2000     | -    |          |
| 8/09/1999  | Варшава            | Польща         | 0 – 0              | Англія             | Відбір до ЧЄ 2000     | -    |          |
| 13/11/1999 | Глазго             | Шотландія      | 0 – 2              | Англія             | Відбір до ЧЄ 2000     | 2    |          |
| 17/11/1999 | Лондон             | Англія         | 0 – 1              | Шотландія          | Відбір до ЧЄ 2000     | -    |          |
| 23/02/2000 | Лондон             | Англія         | 0 – 0              | Аргентина          | товариський матч      | -    |          |
| 27/05/2000 | Лондон             | Англія         | 1 – 1              | Бразилія           | товариський матч      | -    |          |
| 31/05/2000 | Лондон             | Англія         | 2 – 0              | Україна            | товариський матч      | -    |          |
| 3/06/2000  | Валлетта           | Мальта         | 1 – 2              | Англія             | товариський матч      | -    |          |
| 12/06/2000 | Ейндговен          | Португалія     | 3 – 2              | Англія             | ЧЄ 2000 - 1-й етап    | 1    |          |
| 17/06/2000 | Шарлеруа           | Англія         | 1 – 0              | Німеччина          | ЧЄ 2000 - 1-й етап    | -    |          |
| 20/06/2000 | Шарлеруа           | Англія         | 2 – 3              | Румунія            | ЧЄ 2000 - 1-й етап    | -    |          |
| 2/09/2000  | Париж              | Франція        | 1 – 1              | Англія             | товариський матч      | -    |          |
| 7/10/2000  | Лондон             | Англія         | 0 – 1              | Німеччина          | Відбір до ЧС 2002     | -    |          |
| 11/10/2000 | Гельсінкі          | Фінляндія      | 0 – 0              | Англія             | Відбір до ЧС 2002     | -    |          |
| 28/02/2001 | Бірмінгем          | Англія         | 3 – 0              | Іспанія            | товариський матч      | -    |          |
| 24/03/2001 | Ліверпуль          | Англія         | 2 – 1              | Фінляндія          | Відбір до ЧС 2002     | -    |          |
| 28/03/2001 | Тирана             | Албанія        | 1 – 3              | Англія             | Відбір до ЧС 2002     | 1    |          |
| 25/05/2001 | Дербі              | Англія         | 4 – 0              | Мексика            | товариський матч      | 1    |          |
| 6/06/2001  | Афіни              | Греція         | 0 – 2              | Англія             | Відбір до ЧС 2002     | 1    |          |
| 15/08/2001 | Лондон             | Англія         | 0 – 2              | Нідерланди         | товариський матч      | -    |          |
| 1/09/2001  | Мюнхен             | Німеччина      | 1 – 5              | Англія             | Відбір до ЧС 2002     | -    |          |
| 5/09/2001  | Ньюкасл-апон-Тайн  | Англія         | 2 – 0              | Албанія            | Відбір до ЧС 2002     | -    |          |
| 6/10/2001  | Манчестер          | Англія         | 2 – 2              | Греція             | Відбір до ЧС 2002     | -    |          |
| 10/11/2001 | Манчестер          | Англія         | 1 – 1              | Швеція             | товариський матч      | -    |          |
| 13/02/2002 | Амстердам          | Нідерланди     | 1 – 1              | Англія             | товариський матч      | -    |          |
| 17/04/2002 | Ліверпуль          | Англія         | 4 – 0              | Парагвай           | товариський матч      | -    |          |
| 21/05/2002 | Согвіпхо           | Південна Корея | 1 – 1              | Англія             | товариський матч      | -    |          |
| 26/05/2002 | Кобе               | Камерун        | 2 – 2              | Англія             | товариський матч      | -    |          |
| 2/06/2002  | Сайтама            | Англія         | 1 – 1              | Швеція             | ЧС 2002 - 1-й етап    | -    |          |
| 7/06/2002  | Саппоро            | Аргентина      | 0 – 1              | Англія             | ЧС 2002 - 1-й етап    | -    |          |
| 12/06/2002 | Осака              | Нігерія        | 0 – 0              | Англія             | ЧС 2002 - 1-й етап    | -    |          |
| 15/06/2002 | Ніїґата            | Данія          | 0 – 3              | Англія             | ЧС 2002 - 1/8 фіналу  | -    |          |
| 21/06/2002 | Фукурой (Сідзуока) | Англія         | 1 – 2              | Бразилія           | ЧС 2002 - чвертьфінал | -    |          |
| 12/10/2002 | Братислава         | Словенія       | 1 – 2              | Англія             | Відбір до ЧЄ 2004     | -    |          |
| 16/10/2002 | Саутгемптон        | Англія         | 2 – 2              | Північна Македонія | Відбір до ЧЄ 2004     | -    |          |
| 12/02/2003 | Лондон             | Англія         | 1 – 3              | Австралія          | товариський матч      | -    |          |
| 29/03/2003 | Вадуц              | Ліхтенштейн    | 0 – 2              | Англія             | Відбір до ЧЄ 2004     | -    |          |
| 2/04/2003  | Сандерленд         | Англія         | 2 – 0              | Туреччина          | Відбір до ЧЄ 2004     | -    |          |
| 22/05/2003 | Дурбан             | ПАР            | 1 – 2              | Англія             | товариський матч      | -    |          |
| 3/06/2003  | Лестер             | Англія         | 2 – 1              | Чорногорія         | товариський матч      | -    |          |
| 11/06/2003 | Мідлсбро           | Англія         | 2 – 1              | Словенія           | Відбір до ЧЄ 2004     | -    |          |
| 20/08/2003 | Іпсвіч (Англія)    | Англія         | 3 – 1              | Хорватія           | товариський матч      | -    |          |
| 11/10/2003 | Стамбул            | Туреччина      | 0 – 0              | Англія             | Відбір до ЧЄ 2004     | -    |          |
| 18/02/2004 | Фару               | Португалія     | 1 – 1              | Англія             | товариський матч      | -    |          |
| 1/06/2004  | Манчестер          | Англія         | 1 – 1              | Японія             | товариський матч      | -    |          |
| 5/06/2004  | Манчестер          | Англія         | 6 – 1              | Ісландія           | товариський матч      | -    |          |
| 13/06/2004 | Лісабон            | Франція        | 2 – 1              | Англія             | ЧЄ 2004 - 1-й етап    | -    |          |
| 17/06/2004 | Коїмбра            | Англія         | 3 – 0              | Швейцарія          | ЧЄ 2004 - 1-й етап    | -    |          |
| 21/06/2004 | Лісабон            | Хорватія       | 2 – 4              | Англія             | ЧЄ 2004 - 1-й етап    | 1    |          |
| 24/06/2004 | Лісабон            | Португалія     | 2 – 2 (6 - 5 п.п.) | Англія             | ЧЄ 2004 - чвертьфінал | -    |          |
| Усього     |                    | Матчів         | 66                 |                    | Голів                 | 14   |          |

## Кар'єра тренера
Перший досвід тренерської роботи отримав протягом 2011—2012 років, під час паузи в ігровій кар'єрі, працював помічником головного тренера резервної команди «Манчестер Юнайтед». Згодом, протягом частини 2014 року, виконував аналогічну функцію у тренерському штабі основної команди манкуніанців.
11 лютого 2019 року очолив тренерський штаб команди четвертого за силою англійського дивізіону «Олдем Атлетік», в якій пропрацював лише до 14 березня того ж року. За цей час команда встигла провести сім матчів, у яких здобула лише одну перемогу.
Восени 2020-го на один місяць став тренером Солфорд Сіті з ліги 5-го рівня.

## Кар'єрна статистика

### Клубна
| Клуб              | Сезон     | Перм'єр-ліга | Перм'єр-ліга | Кубок Англії | Кубок Англії | Кубок Ліги | Кубок Ліги | Ліга Чемпіонів | Ліга Чемпіонів | Інше | Інше | Всього | Всього |
| Клуб              | Сезон     | Ігри         | Голи         | Ігри         | Голи         | Ігри       | Голи       | Ігри           | Голи           | Ігри | Голи | Ігри   | Голи   |
| ----------------- | --------- | ------------ | ------------ | ------------ | ------------ | ---------- | ---------- | -------------- | -------------- | ---- | ---- | ------ | ------ |
| Манчестер Юнайтед | 1994-95   | 17           | 5            | 3            | 0            | 3          | 2          | 2              | 0              | 0    | 0    | 25     | 7      |
| Манчестер Юнайтед | 1995-96   | 26           | 10           | 2            | 1            | 1          | 2          | 2              | 1              | 0    | 0    | 31     | 14     |
| Манчестер Юнайтед | 1996-97   | 24           | 3            | 2            | 2            | 2          | 1          | 4              | 0              | 1    | 0    | 33     | 6      |
| Манчестер Юнайтед | 1997-98   | 31           | 8            | 2            | 0            | 1          | 0          | 7              | 2              | 1    | 0    | 42     | 10     |
| Манчестер Юнайтед | 1998-99   | 31           | 6            | 6            | 1            | 1          | 0          | 12             | 4              | 1    | 0    | 51     | 11     |
| Манчестер Юнайтед | 1999-2000 | 31           | 9            | -            | -            | 0          | 0          | 11             | 3              | 3    | 0    | 45     | 12     |
| Манчестер Юнайтед | 2000-01   | 32           | 6            | 0            | 0            | 0          | 0          | 12             | 6              | 1    | 0    | 45     | 12     |
| Манчестер Юнайтед | 2001-02   | 35           | 8            | 2            | 0            | 0          | 0          | 13             | 1              | 1    | 0    | 51     | 9      |
| Манчестер Юнайтед | 2002-03   | 33           | 14           | 3            | 1            | 6          | 3          | 10             | 2              | 0    | 0    | 52     | 20     |
| Манчестер Юнайтед | 2003-04   | 28           | 9            | 6            | 4            | 0          | 0          | 5              | 1              | 1    | 0    | 40     | 14     |
| Манчестер Юнайтед | 2004-05   | 33           | 9            | 6            | 3            | 2          | 0          | 7              | 0              | 1    | 0    | 49     | 12     |
| Манчестер Юнайтед | 2005-06   | 20           | 2            | 0            | 0            | 0          | 0          | 7              | 1              | 0    | 0    | 27     | 3      |
| Манчестер Юнайтед | 2006-07   | 30           | 6            | 4            | 0            | 0          | 0          | 11             | 1              | 0    | 0    | 45     | 7      |
| Манчестер Юнайтед | 2007-08   | 24           | 1            | 3            | 0            | 0          | 0          | 7              | 1              | 0    | 0    | 34     | 2      |
| Манчестер Юнайтед | 2008-09   | 21           | 2            | 2            | 1            | 3          | 0          | 6              | 0              | 3    | 0    | 35     | 3      |
| Манчестер Юнайтед | 2009-10   | 28           | 3            | 0            | 0            | 2          | 1          | 7              | 3              | 1    | 0    | 38     | 7      |
| Манчестер Юнайтед | 2010-11   | 16           | 1            | 1            | 0            | 0          | 0          | 3              | 0              | 1    | 0    | 21     | 1      |
| Манчестер Юнайтед | 2011–12   | 17           | 4            | 2            | 0            | 0          | 0          | 2              | 0              | 0    | 0    | 21     | 4      |
| Манчестер Юнайтед | 2012–13   | 16           | 1            | 3            | 0            | 0          | 0          | 2              | 0              | –    | –    | 21     | 1      |
| Всього            | Всього    | 499          | 107          | 49           | 13           | 21         | 9          | 134            | 26             | 15   | 0    | 718    | 155    |

Статистика на 23 січня 2011

### Міжнародна
| Збірна | Сезон |       |      |
| Збірна | Сезон | Матчі | Голи |
| ------ | ----- | ----- | ---- |
| Англія |       |       |      |
| 1997   | 5     | 3     |      |
| 1998   | 9     | 1     |      |
| 1999   | 6     | 5     |      |
| 2000   | 10    | 1     |      |
| 2001   | 10    | 3     |      |
| 2002   | 11    | 0     |      |
| 2003   | 8     | 0     |      |
| 2004   | 7     | 1     |      |
| Всього | 66    | 14    |      |

## Досягнення

### Клуб
Манчестер Юнайтед
- Чемпіон Англії (11): 1995–96, 1996–97, 1998–99, 1999–2000, 2000–01, 2002–03, 2006–07, 2007–08, 2008–09, 2010–11, 2012–13
- Володар Кубка Англії (3): 1995–96, 1998–99, 2003–04
- Володар Кубка Футбольної ліги (3): 2005–06, 2008–09, 2009–10
- Переможець Ліги чемпіонів УЄФА (2): 1999, 2008
- Володар Суперкубка Англії (5): 1996, 1997, 2003, 2007, 2008, 2010
- Володар Міжконтинентального кубка: 1999
- Переможець Клубного чемпіонату світу: 2008

### Міжнародні
Юнацька збірна Англії
- Чемпіон Європи (U-18): 1993

Англія
- Турнір де Франс 1997

### Індивідуальні
- «Джимі Мерфі» Молодий гравець року (1): 1992-93
- «Гравець Місяця» Прем'єр Ліги (4): Січень 2003, Грудень 2003, Жовтень 2006, Серпень 2010
- «Команда Року» за версією PFA (3): 2000-01, 2002-03, 2006-07
- Нагорода за 10 сезонів Прем'єр Ліги (1992-93 до 2001-02): «Команда Десятиліття»
- Англійський Зал Слави: 2008

## Дисципліна
|  | Для мене Скоулз ніколи не був чесним гравцем. Він має так звану чорну сторону, яка мені не дуже подобається. Я поважаю його, як гравця високого класу, але мені не подобаються деякі його дії на полі |

## Стиль гри
Зінедін Зідан одного разу сказав: «Мій найжорсткіший опонент? Скоулз. Він, безсумнівно, найвеличніший гравець свого покоління». Тьєррі Анрі сказав: «Без сумніву найкращим футболістом Прем'єр Ліги повинен бути Скоулз. Він знає, як робити..все». У той час, як Марчелло Ліппі помітив: «Всебічний півзахисник, який володіє якістю і характером». Нинішній напарник по команді Нані хвалить Скоулза: « Він найкращих півзахисник, якого я коли-небудь бачив. Він може пасувати, забивати лівою, правою, головою — він може робити все, що завгодно».
|  | Він зразок для наслідування, і я дійсно маю на увазі що він найкращий за останні 15, 20 років. Він захоплюючий, він вміє все: робити гольові передачи, забивати,він сильний, він не втрачає м'яч, має гарне бачення поля. Якщо він був іспанцем, можливо, був би оцінений більш високо. Гравці люблять його. |

## Особисте життя
Скоулз астматик і страждав від хвороби Осгуда— Шлаттера, проблема з коліном, яка впливає на атлетів.
Одружився зі своєю любов'ю дитинства Клер у лютому 1999 і має трьох дітей: Аррон, Алисія і Айден. Сім'я живе у Садделворсі.
Скоулза описують як «сором'язливу людину, яка проводить життя футболіста стереотипно». Сам Скоулз описує свій ідеальний день так: «Тренування вранці, забрати дітей зі школи, пограти з ними, попити чай, покласти їх у ліжко, а потім подивитись трохи телевізор».
|  | Я хочу подякувати нашим уболівальникам за ту підтримку, яку вони мені надавали протягом всієї кар'єри, а також хотів сказати спасибі всім тренерам і гравцям, з якими мені довелося попрацювати за ці роки. Але більше всіх я вдячний серу Алексу. З тих пір, як я прийшов клуб, він завжди був дуже відкритий зі мною. Я впевнений, що під його керівництвом команда виграє ще чимало трофеїв. |